# Музеї Далекого Сходу (Брюссель)
Музеї Далекого Сходу в Брюсселі (фр. Les Musées d'Extrême-Orient de Bruxelles, нід. Brusselse Musea van het Verre Oosten) — музеї, розташовані в кварталі Брюсселя Лакен, що є частиною Королівських музеїв мистецтв й історії.

Музеї складаються з трьох будівель, незвичної для Брюсселя архітектури: Японська вежа, Китайський павільйон та Музей японського мистецтва.

## Японська вежа
Японська вежа є автентичною японською пагодою, спорудженою до Всесвітньої виставки 1900 року в Парижі й викупленою Леопольдом II для бельгійської столиці. Споруда не зовсім відповідає буддистським канонам: вона має шість рівнів, замість традиційних п'яти. Пагода була споруджена під керівництвом французького архітектора Александра Марселя. Споруда заввишки 40 метрів була зібрана без використання цвяхів відповідно до традиційної японської техніки будівництва. Більшість елементів інтер'єру було замовлено безпосередньо в Японії й виготовлено ремісниками Йокогами.
Будівництво в Брюсселі було завершене в 1904 році, а 6 травня 1905 року відбулося урочисте відкриття майбутнього музею. Проте в 1909 році король відмовився від створення музею й споруда перейшла на баланс міністерства науки й мистецтв. У 1989 році відбулася реставрація вежі.

## Китайський павільйон

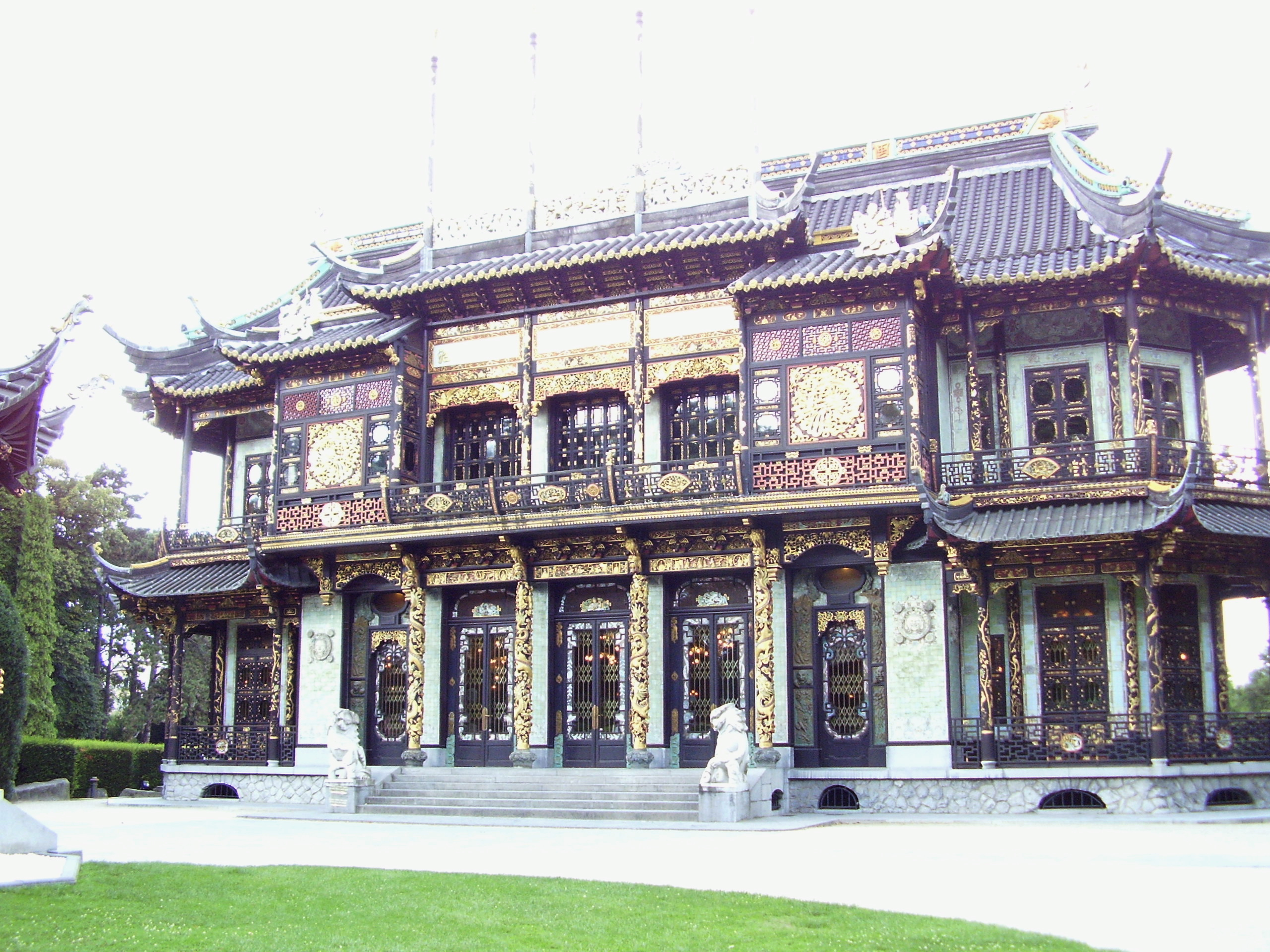
Китайський павільйон

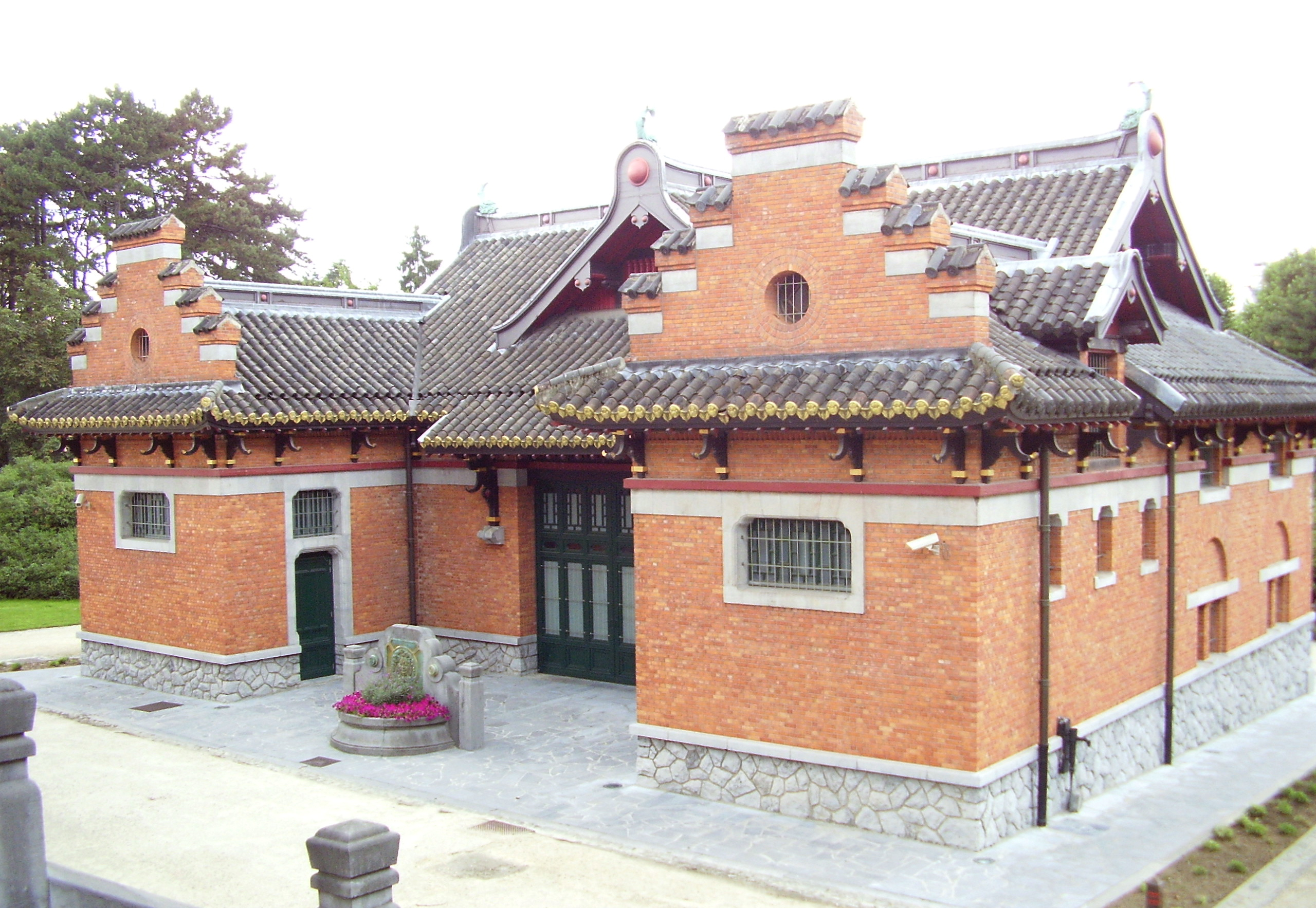
Музей японського мистецтва

Китайський павільйон, споруджений через кілька років, з метою влаштувати в ньому фешенебельний ресторан. Проте ці плани ніколи не були здійснені. У 1921 році споруда стала державною власністю й сьогодні тут виставлена велика колекція китайської порцеляни з середини XVIII століття й до XX століття.

## Музей японського мистецтва
Музей японського мистецтва відкрито в березні 2006 року в колишній стайні. Колекція складається переважно з експонатів епохи Едо (1600—1868). Тут виставлено художні вироби з металу, лаку, живопис, зразки ксилографії, текстилю, кераміки та скульптури.

## Практична інформація
- Адреса : Avenue Van Praet 44, 1020 Bruxelles
- Музеї відчинено: від вівторка до неділі з 10 до 16 годин 45 хвилин.
- Їхати трамваєм № 23 або 3